# Geoballus caputalbus
Geoballus caputalbus är en mångfotingart som beskrevs av Crabill 1969. Geoballus caputalbus ingår i släktet Geoballus och familjen trädgårdsjordkrypare. Inga underarter finns listade i Catalogue of Life.